# Laudibus Sanctae Crucis

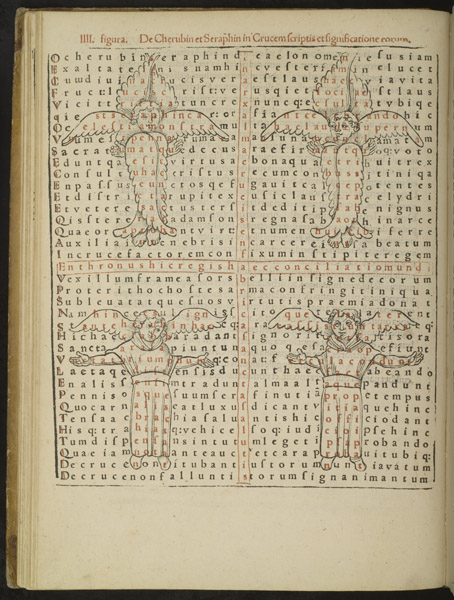
IIII. figura.
De Cherubin et Seraphin in crucem scriptis…

De Frankische benedictijner monnik, abt van Fulda en later aartsbisschop van Mainz, Hrabanus Maurus schreef de Laudibus Sanctae Crucis rond 810 n.Chr. Het is een verzameling van 28 religieuze gedichten ter ere van het Heilig Kruis. De gedichten zijn geschreven volgens de Carmina Figurata-stijl. Dit houdt in dat de woorden in de bladspiegel een bepaalde vorm - aangepast aan de tekstuele context - aannemen. De contouren van het gedicht beelden dus eigenlijk het thema uit.
De Laudibus Sanctae Crucis is in kruisvorm geschreven en elke vers omvat hetzelfde aantal letters. Het idee was dat het Kruis (afgezien van haar dogmatische betekenis) het teken is van een perfecte, universele harmonie. Deze notie van universele harmonie uitgedrukt door middel van cijfers en letters was reeds ontwikkeld in de Griekse oudheid. Wie is in staat door te dringen tot het mysterie van getallen en hun relaties kan de matrix begrijpen die het hele universum organiseert.
Het is duidelijk niet alleen gemaakt omwille van de inhoud maar ook omwille van artistieke motivaties. De verschillende gedichten zijn stuk voor stuk typografische juweeltjes. Heel wat van deze gedichten worden dan ook vaak gereproduceerd.

## Externe bronnen
- Gantara-Med
- History of information.com
- Daniel Mitsu.com